# Canton de Loudes
Le canton de Loudes est une ancienne division administrative française, située dans le département de la Haute-Loire et la région Auvergne.

## Composition
Le canton de Loudes groupait neuf communes :
| Nom                   | Code Insee | Intercommunalité   | Superficie (km2) | Population (dernière pop. légale) | Densité (hab./km2) |
| --------------------- | ---------- | ------------------ | ---------------- | --------------------------------- | ------------------ |
| Loudes (chef-lieu)    | 43124      | CA du Puy-en-Velay | 24,33            | 895 (2014)                        | 37                 |
| Chaspuzac             | 43062      | CA du Puy-en-Velay | 9,77             | 742 (2014)                        | 76                 |
| Saint-Jean-de-Nay     | 43197      | CA du Puy-en-Velay | 28,26            | 365 (2014)                        | 13                 |
| Saint-Privat-d'Allier | 43221      | CA du Puy-en-Velay | 37,67            | 416 (2014)                        | 11                 |
| Saint-Vidal           | 43229      | CA du Puy-en-Velay | 7,71             | 572 (2014)                        | 74                 |
| Sanssac-l'Église      | 43233      | CA du Puy-en-Velay | 15,28            | 1 150 (2014)                      | 75                 |
| Vazeilles-Limandre    | 43254      | CA du Puy-en-Velay | 11,72            | 254 (2014)                        | 22                 |
| Vergezac              | 43257      | CA du Puy-en-Velay | 20,31            | 452 (2014)                        | 22                 |
| Le Vernet             | 43260      | CA du Puy-en-Velay | 3,82             | 21 (2014)                         | 5,5                |

## Histoire
Le canton a été supprimé en mars 2015 à la suite du redécoupage des cantons du département et les neuf communes ont rejoint le canton de Saint-Paulien.

## Représentation

### Conseillers généraux de 1833 à 2015
| Période           | Identité                                                        | Parti                 | Qualité |
| ----------------- | --------------------------------------------------------------- | --------------------- | --- |
| 1833-1848         | Victor Dugonne                                                  |                       | Juge d'instruction au Puy |
| 1848-1851         | Jean-Baptiste Louis Baron de Vinols de Montfleury (1819-1860)   |                       | Propriétaire à Craponne-sur-Arzon                                                                                                 |
| 1851-1867         | Albert Beaud de Brive                                           |                       | Ancien président de la Société d'agriculture du Puy                                                                               |
| 1867-1871         | Baron Oscar de Veyrac (1819-1908)                               |                       | Propriétaire à Vergezac |
| 1871-1886         | Marquis Anatole Joseph de Miramon-Fargues Cassagnes de Beaufort | Droite                | Propriétaire, ancien député (1876-1877)                                                                                           |
| 1886-1903 (décès) | Jean Antoine Alexandre Boyer                                    | Républicain           | Notaire à Loudes |
| 1903-1904         | Louis Garnier                                                   | Républicain           | Notaire, maire de Loudes, conseiller d'arrondissement                                                                             |
| 1904-1910         | Jules Sicard                                                    | Républicain           | Propriétaire, maire de Chaspuzac, conseiller d'arrondissement                                                                     |
| 1910-1940         | Alexandre Boyer                                                 | RG                    | Notaire, maire de Saint-Jean-de-Nay (1918-1945), président du conseil général (1937-1940)                                         |
|                   |                                                                 |                       | |
| 1942-1945         | Jean Portal                                                     |                       | Propriétaire cultivateur Maire de Loudes (1938-1944), nommé conseiller départemental en 1942                                      |
|                   |                                                                 |                       | |
| 1945-1949         | Alfred Ramey (1890-1959)                                        | DVD-RPF               | Ancien lieutenant au centre mobilisateur d'artillerie, géomètre-expert à Saint-Privat-d'Allier Ancien conseiller d'arrondissement |
| 1949-1955         | Fernand Guitard (1913-1990)                                     | DVD                   | Notaire, maire de Loudes (1947-1953)                                                                                              |
| 1955-1961         | Pierre Tonson (1909-1999)                                       | CNIP                  | Agriculteur, Saint-Jean-de-Nay |
| 1961-1979         | Paul Chambon (1919-1993)                                        | UNR puis UDR puis RPR | Hôtelier Maire de Saint-Privat-d'Allier                                                                                           |
| 1979-2015         | Michel Joubert                                                  | DVD puis NC-UDI       | Directeur ADASEA, vice-président du conseil général, maire de Chaspuzac                                                           |

### Conseillers d'arrondissement (de 1833 à 1940)
| Période                                  | Période          | Identité                                            | Étiquette   | Qualité |
| ---------------------------------------- | ---------------- | --------------------------------------------------- | ----------- | --- |
| 1833                                     | 1839             | Frédéric Hugon des Rulhières                        |             | Notaire à Loudes                                                                                            |
| 1839                                     | 1842             | Barthélemy Garde                                    |             | Maire de Loudes                                                                                             |
| 1842                                     | 1845             | Jean Pierre Boyer (1794-1871)                       |             | Ancien notaire, expert géomètre, propriétaire à Saint-Jean-de-Nay                                           |
|                                          |                  |                                                     |             | |
| 1871                                     |                  | Baron Ludovic Camille Auguste de Veyrac (1827-1888) |             | Propriétaire au Puy et à Vergezac                                                                           |
|                                          |                  |                                                     |             | |
| av.1881                                  |                  | Antoine Simon Auguste Giraud                        |             | Ancien avoué, juge de paix du canton, domicilié à Bornette, Polignac                                        |
|                                          |                  |                                                     |             | |
| 1883                                     |                  | Joseph Alfred Boyer                                 | Républicain | Suppléant du juge de paix, maire de Vazeilles-Limandre                                                      |
|                                          |                  |                                                     |             | |
| av.1895                                  | 1903 (démission) | Louis Garnier                                       | Républicain | Notaire, maire de Loudes                                                                                    |
| 1903                                     | 1904             | Jules Sicard                                        | Républicain | Propriétaire, maire de Chaspuzac                                                                            |
|                                          |                  |                                                     |             | |
| 1907                                     | 1913             | Pierre Michel                                       |             | |
| 1913                                     | 1919             | Adolphe Gravejal                                    |             | Propriétaire à Varennes-Saint-Honorat                                                                       |
| 1919                                     | 1931             | André Pays                                          | Républicain | Propriétaire à Vergezac, maire de Loudes                                                                    |
| 1931                                     | 1940             | Alfred Ramey                                        | Républicain | Expert-géomètre, maire de Saint-Privat-d'Allier                                                             |
| 1940                                     |                  |                                                     |             | Les conseils d'arrondissement ont été suspendus par la loi du 12 octobre 1940 et n'ont jamais été réactivés |
| Les données manquantes sont à compléter. |                  |                                                     |             | |

## Démographie
| 1962  | 1968  | 1975  | 1982  | 1990  | 1999  | 2006  | 2011  | 2012  |
| ----- | ----- | ----- | ----- | ----- | ----- | ----- | ----- | ----- |
| 4 472 | 4 077 | 3 751 | 3 855 | 3 980 | 4 071 | 4 412 | 4 672 | 4 705 |